# Neosho (Missouri)
Neosho – miasto w Stanach Zjednoczonych, w stanie Missouri, siedziba administracyjna hrabstwa Newton.